# Anna Plaim
Anna Plaim, geborene Mittelstrasser, (* 10. Dezember 1920 in Loosdorf, Niederösterreich) ist ein ehemaliges österreichisches Zimmermädchen. Sie wurde überregional durch ihre Erinnerungen an die Arbeit am Berghof, Adolf Hitlers Landhaus in Obersalzberg, bekannt.

## Geburt und Eltern
Anna Plaim wurde 1920 als Anna Mittelstrasser in Loosdorf in Niederösterreich geboren. Ihrem Vater Franz Mittelstrasser gehörte sowohl eine Wagnerei als auch eine kleine Landwirtschaft. Ihre Mutter war Hausfrau.
Der Vater war Zunftmeister der niederösterreichischen Wagner und Landesgewerberat sowie Gründer der Wagnerfachgenossenschaft und deren Vorsitzender. Er war außerdem als religiöser Katholik auf der Bezirksebene der christlich-sozialen Partei engagiert. 

## Arbeit und Leben am Berghof
Durch ihren Cousin Willi Mittelstrasser und dessen Ehefrau Gretel Mittelstrasser gelangte Anna 1941 als Zimmermädchen an den Berghof. Bei ihrer Ankunft wurde sie mit einer Limousine in einen folgenschweren Unfall verwickelt, bei dem der Chauffeur und Verwalter des Berghofs Herbert Döhring eine Radfahrerin überfuhr. Für Anna Plaim hatte dieser Unfall keine direkten Konsequenzen.
Zusammen mit Elfriede König und Resi Stangassinger war sie vor allem für die Reinigung der Gästezimmer des Berghofs und der Privaträume von Adolf Hitler und Eva Braun zuständig. Durch ihre Arbeit am Berghof wurde sie zu einer Vertrauten Eva Brauns. So konnte sie während der Reinigung zerrissene Fotos von Eva Braun aus dem Papierkorb retten, die noch heute einen einzigartigen Einblick in das Leben der Geliebten Adolf Hitlers geben.
1943 entließ Martin Bormann sie aus ihrem Arbeitsverhältnis aufgrund der politischen Gesinnung des Vaters. Bormann bekämpfte fanatisch Religionen. Sie selber bedauerte ihren vollständigen Rückzug, hielt aber weiterhin Kontakt.

## Weiteres Leben
Nach ihrem Rückzug aus dem Berghof kehrte sie nach einem kurzen Aufenthalt in Wien zu ihrer Familie nach Loosdorf zurück. Trotz Drängen von Freunden blieb sie bei Ankunft der Roten Armee im Dorf und versteckte sich, um nicht vergewaltigt zu werden, anstatt zu fliehen.
1948 heiratete sie den Hauptschullehrer Karl Plaim, der 1996 starb.
2002 bis 2003 verfasste sie in 23 Sitzungen zusammen mit Kurt Kuch das Buch Bei Hitlers in Interviewform.

## Nachlass
Aus ihrer Zeit am Berghof sind Briefe an ihre Eltern, ein Portfolio mit Farbbildern des Berghofs, ein Löschblatt und Konfektschachtel Hitlers sowie zerrissene und zerschnittene Fotos Eva Brauns erhalten.